# Max Wollenschläger
Max Wollenschläger (* 21. Januar 1916; † nach 1980) war ein deutscher Fußballspieler und Fußballtrainer. Für Gera spielte er von 1949 bis 1951 Erstligafußball. Anschließend trainierte er in der DDR Mannschaften in der zweiten und dritten Spielklasse.

## Sportliche Laufbahn

### Fußballspieler
Als Max Wollenschläger am 28. August 1949 im Endspiel um den ostdeutschen Fußballpokal stand, war er mit 33 Jahren der älteste Spieler seiner Mannschaft, der SG Gera-Süd. Die Geraer verloren das Finale mit 0:1 gegen Waggonbau Dessau mit Wollenschläger als rechtem Außenläufer, hatten sich aber als Pokalfinalist für die neu eingeführte ostdeutsche Fußball-Zonenliga (ab 1950 DS-Oberliga, ab 1953 DDR-Oberliga) qualifiziert.
Als die Zonenliga 1949/50 zur Ermittlung des ostdeutschen Fußballmeisters in ihre erste Saison startete, gehörte Wollenschläger ebenfalls zum Aufgebot der SG Gera-Süd. Er kam jedoch erst am 11. Spieltag erstmals zum Einsatz, bestritt aber danach bis auf eine Partie alle restlichen Punktspiele. 1950/51 trat die Geraer Mannschaft als Betriebssportgemeinschaft (BSG) Mechanik an, Wollenschläger gehörte weiterhin zum Oberliga-Aufgebot. Er wurde diesmal vom ersten Spieltag an aufgeboten, musste aber schon nach dem zweiten Punktspiel für vier Wochen aussetzen. Danach spielte er sich in die Stammelf und bestritt bis zum Ende der Saison insgesamt 28 der 34 Oberligabegegnungen.
Mit 35 Jahren startete Wollenschläger im Sommer 1951 in seine dritte Erstliga-Saison, in der er zunächst wieder von Beginn an aufgeboten wurde. Seine Mannschaft hieß inzwischen BSG Motor. Bis zum Oktober kam er in neun Punktspielen als Mittelfeldspieler zum Einsatz. Die Partie Einheit Pankow – Motor Gera (1:4) am 28. Oktober war sein letztes Erstligaspiel. Es war sein 51. Einsatz in Zonen- und Oberliga, zu Torerfolgen kam er nicht.

### Fußballtrainer
Nach dem Ende seiner Karriere als Fußballspieler schlug Wollenschläger eine Laufbahn als Fußballtrainer ein. In der Saison 1954/55 trainierte er den zweitklassigen DDR-Ligisten BSG Motor Nordhausen-West. Ebenfalls für eine Saison trainierte er 1956 in der DDR-Liga die BSG Chemie Zeitz. 1959 führte er die BSG Chemie Elsterberg zur Bezirksmeisterschaft und zum Aufstieg in die drittklassige II. DDR-Liga. In den Jahren 1968 und 1969 kehrte Wollenschläger noch einmal nach Nordhausen zurück und verhalf der BSG Motor zum Wiederaufstieg aus der Bezirksliga in die DDR-Liga. Ein langjähriges Engagement hatte er in Bleicherode, wo er von 1969 bis 1981 den Bezirksligisten BSG Glückauf trainierte.